# Flagge Guadeloupes
Als französisches Überseedepartement ist die offizielle Flagge Guadeloupes die Flagge Frankreichs.

## Das Logo der Region

Logo der Région Guadeloupe

Neben seinem Status als Überseedepartement ist Guadeloupe auch eine französische Région, deren Regionalrat das Recht zur Annahme einer eigenen Flagge hätte, aber davon noch keinen Gebrauch machte.
Das Logo der Region Guadeloupe zeigt auf einem weißen Feld eine stilisierte Sonne und einen Vogel auf einem grün-blauen Quadrat. Darunter stehen die Worte REGION GUADELOUPE, die gelb unterstrichen sind.

## Inoffizielle Flaggen
Oft werden die Wappen Guadeloupes und der dortigen Gemeinde Pointe-à-Pitre (rot) in Form von Wappenbannern als Flaggen Guadeloupes angegeben, die sich nur in der Farbgebung unterscheiden. Das Wappen von Guadeloupe führt ein schwarzes, während jenes von Pointe-à-Pitre ein rotes Feld hat. Die Flaggen scheinen aber nur für Werbezwecke verwendet zu werden.
Diverse Unabhängigkeitsbewegungen verwenden eigene Flaggen als Symbol Guadeloupes. Während der Entwurf der Front de Libération Nationale de la Guadeloupe (FLNG) und der Groupement des Organisations Nationalistes Guadeloupéennes (GONG) nach dem Muster der Flaggen Kubas resp. Puerto Ricos aufgebaut ist, sind bei der Flagge der Union Populaire pour la Libération de la Guadeloupe (UPLG) Ähnlichkeiten zur Flagge Surinames nicht zu verkennen.

Wappenbanner Guadeloupes
Wappenbanner von Pointe-à-Pitre
FLNG/GONG
UPLG